# Lentopalloseura Kokkolan Tiikerit 2016-2017
Questa voce raccoglie le informazioni riguardanti il Lentopalloseura Kokkolan Tiikerit nelle competizioni ufficiali della stagione 2016-2017.

## Organigramma societario
Area direttiva
- Presidente: Lauri Heikkilä

Area tecnica
- Allenatore: Jukka Mäkihannu
- Allenatore in seconda: Mikko Keskisipilä

## Rosa
| N° | Nome              | Ruolo | Data di nascita | Nazionalità sportiva |
| -- | ----------------- | ----- | --------------- | -------------------- |
| 1  | Lasse Jylhä       | P     | 2 agosto 1996   | Finlandia            |
| 2  | Lauri Jylhä       | S     | 2 agosto 1996   | Finlandia            |
| 3  | Antti Ropponen    | S/O   | 17 agosto 1995  | Finlandia            |
| 4  | Dennis Del Valle  | L     | 27 gennaio 1989 | Porto Rico           |
| 5  | Steven Hunt       | S     | 16 aprile 1990  | Canada               |
| 6  | Robert Seppänen   | S     | 14 luglio 1990  | Finlandia            |
| 7  | Conor Eaton       | P     | 2 dicembre 1987 | Stati Uniti          |
| 8  | Teemu Lahti       | S/O   | 27 agosto 1996  | Finlandia            |
| 9  | Antwain Aguillard | C     | 22 agosto 1989  | Stati Uniti          |
| 11 | Antti Leppälä     | C     | 8 maggio 1992   | Finlandia            |
| 13 | Michael Hatch     | C     | 6 giugno 1991   | Stati Uniti          |
| 15 | Jere Syrjälä      | L     | 19 aprile 1997  | Finlandia            |
| 16 | Matias Saviaro    | S/O   | 1º luglio 1999  | Finlandia            |
| 17 | Enderwin Herrera  | S     | 31 maggio 1983  | Venezuela            |